# Hyalyris excelsa
Hyalyris excelsa är en fjärilsart som beskrevs av Felder 1862. Hyalyris excelsa ingår i släktet Hyalyris och familjen praktfjärilar. Inga underarter finns listade i Catalogue of Life.

## Bildgalleri

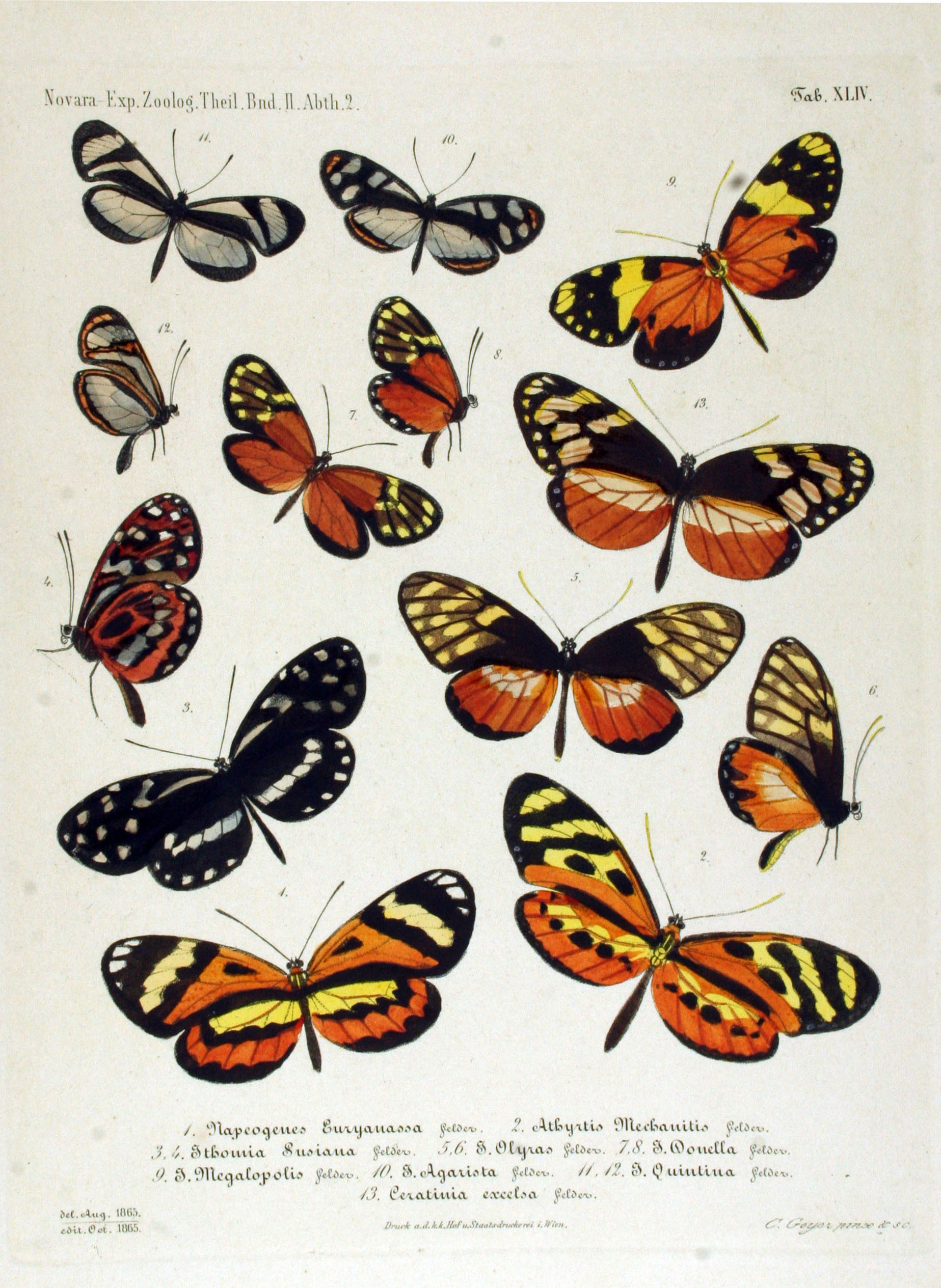